# The Cookie Carnival
The Cookie Carnival (Brasil: O Carnaval dos Biscoitos) é um curta-metragem de animação lançado pela Walt Disney Productions e originalmente lançado 25 de maio de 1935, como parte da série Silly Symphonies. É uma história de Cinderela, envolvendo uma menina bolinho que quer ser rainha no carnaval dos biscoitos. 

## Enredo
Vários doces e guloseimas de Cookietown estão se preparando para coroar sua nova rainha dos Biscoitos. Um desfile de potenciais candidatas passa, todas sendo bolos e doces. Longe da rota do desfile, no que parece ser o lado pobre da Cookitetown, um pão de gengibre ouve uma menina de bolinho de açúcar empobrecida e chorando. Ao ouvir que ela não pode entrar no desfile porque ela não tem nenhuma roupa bonita, ele se apressa para resolver esta situação, confeccionando um vestido de cor geada e doces corações. Ele cobre o cabelo marrom dela lações dourados e cachos galês e adiciona um grande arco violeta para seu vestido como um toque final. Assim vestida, ela é colocada como competidora final do desfile: Senhorita Bonbon.
Os juízes, que até agora estão decepcionados com as candidatas, declaram prontamente senhorita Bonbon a Rainha Biscoito. O pão gengibre é praticamente pisado pela multidão repentina quando eles carregam senhorita Bonbon para seu trono, onde eles colocam uma coroa de ouro na cabeça. Ela é então apresentada com uma grande camada de bolo que parece ser um carrossel de diferentes atos de vaudeville --- cada rainha precisa de um rei, de modo que a recém-coroada Rainha Biscoito tem de escolher um marido.
Depois de ser apresentada com um duo de sapateado de homens doces, um par de babeiros biscoitos cantam Old Fashioned, um par de bolos efeminados se candidatam, dois bolos cantam, dois outros bolos fazem acrobacia de cabeça para baixo, e três  biscoitos embriagados aparecem, e ela se recusa a cada um deles com uma risadinha e um aceno de cabeça. Os juízes, sem nenhuma outros pretendentes para apresentar a ela, falam para ela se casar com um deles (ou todos os três).
Naquele momento, o homem de pão gengibre, que estava tentando ver a competição, tenta ir para o palco. Ele está abordado por guardas que tentam o arrancar do tapete vermelho. A Rainha Biscoito grita para os guardas "Pare! Eu digo! Não se coroa o Rei dessa maneira!" O pão gengibre é imediatamente liberado e toma seu lugar ao lado de sua amada bolinho de açúcar. O beijo derrete o pirulito que esta observando o ocorrido.